# Xu Yuhua (szachistka)
Xu Yuhua (chiń. upr. 许昱华; chiń. trad. 許昱華; pinyin Xǔ Yùhua; ur. 29 października 1976 w Jinhua) – chińska szachistka, mistrzyni świata w szachach w latach 2006–2008.

## Kariera szachowa
Po raz pierwszy na międzynarodowej arenie pojawiła się w roku 1993, startując w turnieju międzystrefowym w Dżakarcie. W 1996 zajęła III miejsce na mistrzostwach świata juniorek do lat 20, rozegranych w Medellin (złoty medal zdobyła wówczas Zhu Chen) oraz zwyciężyła w Makau w mistrzostwach Azji juniorek. Dwa lata później była już mistrzynią kontynentu seniorek, po zwycięstwie w turnieju rozegranym w Kuala Lumpur.
W 2000 roku zdobyła w Shenyang Puchar Świata. W tym samym roku wystartowała w mistrzostwach świata FIDE systemem pucharowym, awansując do III rundy. W 2001 zwyciężyła w turnieju rozegranym w Hebei oraz awansowała do najlepszej czwórki mistrzostw świata, rozegranych w Moskwie (w półfinale uległa Aleksandrze Kostieniuk). Rok później zwyciężyła w Hajdarabadzie, po raz drugi w karierze zdobywając Puchar Świata (w finale pokonała Antoanetę Stefanową). W 2004 w Eliście awansowała do ćwierćfinału kolejnych mistrzostw świata, w którym przegrała z Humpy Koneru. Największy sukces w karierze osiągnęła w 2006, zostając w Jekaterynburgu mistrzynią świata kobiet (po finałowym zwycięstwie nad Alisą Gałlamową). Za to osiągnięcie otrzymała męski tytuł arcymistrza. W 2009 zwyciężyła w rozegranym w Nankinie turnieju FIDE Women Grand Prix.
Trzykrotnie (w latach 2000, 2002 i 2004) brała udział w szachowych olimpiadach i trzykrotnie zdobywała wraz z drużyną złoty medal. Łącznie, do 2004, rozegrała na olimpiadach 31 partii, w których zdobyła 21 punktów. Oprócz tego była pięciokrotną złotą medalistką drużynowych mistrzostw Azji (w latach 1995–2003, trzykrotnie wraz z zespołem i dwukrotnie za wyniki indywidualne).
Najwyższy wynik rankingowy w karierze osiągnęła 1 kwietnia 2006; mając 2517 punktów, zajęła wówczas piąte miejsce na świecie (za Judit Polgar, Humpy Koneru, Aleksandrą Kostieniuk i Pią Cramling).